# Едносемеделни
Едносемеделни (Liliopsida или Monocotyledoneae) е клас покритосеменни растения. Той включва над 59 хиляди вида, които са преобладаваща растителна форма в големи части от сушата, а някои от тях имат голямо стопанско значение. Името на класа идва от структурата на семената, които обикновено имат един семеделен лист, за разлика от двусемеделните, при които има два. Главният корен не е развит, за това кореновата система е брадата. Листата са прости с успоредно или дъговидно жилкуване и винаги обхващат стъблото. Проводящите снопчета са разпръснати сред основната тъкан. Цветовете са с прост околоцветник от 3 части (или число, кратно на 3). Към едносемеделните спадат житните растения (ечемик, пшеница, овес, царевица), кремовите (лале), кокичето, нарцисът и други.

## Класификация
В системата APG II клас Liliopsida се подразделя по следния начин:
- клас едносемеделни
семейство Petrosaviaceae
разред Acorales
разред Alismatales
разред Asparagales
разред Dioscoreales
разред Liliales
разред Pandanales
клад комелиниди
семейство Dasypogonaceae
разред Arecales
разред Commelinales
разред Poales
разред Zingiberales